# Havoc in Heaven
Havoc in Heaven, también conocida como Uproar in Heaven y traducida al español como La rebelión del rey Kun Fu Sun, es un largometraje de animación chino dirigido por Wan Laiming y producido por los hermanos Wan. La película fue creada en el apogeo de la industria de la animación china en la década de 1960, y recibió numerosos premios. Le ganó el reconocimiento nacional e internacional a los hermanos Wan.
La animación estilizada y los tambores y el acompañamiento de percusión utilizados en esta película están muy influenciados con las tradiciones de la ópera de Pekín.

## Antecedentes
Wan Guchan, de los Hermanos Wan y uno de los animadores de la película Princess Iron Fan, comenzó a planear la producción de Havoc in Heaven después de su lanzamiento en 1941. Sin embargo, el proyecto se retrasó por más de una década después de la captura japonesa de Shanghái, durante la segunda guerra sino-japonesa, y luego por la guerra civil china.
Wan Laiming regresó a Shanghái como director de Shanghai Animation Film Studio en 1954, y la producción de Havoc in Heaven se reanudó poco después. La primera parte de la película se completó en 1961 por Wan Laiming y Wan Guchan. 
La segunda parte se completó en 1964 con la asistencia de Wan Chaochen y Wan Dihuan. Ambas partes de la película se proyectaron juntas por primera vez en 1965. Esta fue la última película animada de la Segunda Era Dorada del cine de China. Un año más tarde, la industria cerró a causa de la Revolución Cultural.

## Argumento

### Primera Parte
La película comienza mostrando a Sun Wukong nacer de una roca. Después, la película comienza en la montaña de las frutas y las flores, con Wukong observando un desfile militar. Deleitado, Wukong también quiere desfilar, pero rompe su espada real en el proceso. Molesto por no encontrar un arma digna para el, Wukong sigue el consejo de un viejo mono, de visitar el palacio del Dios Dragón del Mar del este para conseguir una nueva arma. 
Wukong se sumerge en el océano hasta llegar al palacio del mar del este, y le pide al Dios Dragón con mucha confianza que le regale un arma. El Rey Dragon, sorprendido por su arrogancia, le ordena a sus soldados que traigan varias armas (una más pesada que la anterior) para que el mono las pruebe, pero Wukong las rechaza todas por ser, "ligeras" y "endebles". Entonces el Dios Dragón lo lleva a un salón donde hay un gran pilar, que era usado por los dioses para medir la profundidad de los mares durante las inundaciones. En realidad, el pilar es el Rúyi Jìngu Bàng (如意棒), un bastón sagrado de 8 toneladas de peso, que puede variar su tamaño. Wukong selecciona el Bastón como arma y se lo lleva. El Rey Dragón, que no esperaba que Wukong fuera capaz de llevarse ese tesoro, le ordena que lo devuelva. Wukong le dice al Rey Dragón que no debió de ofrecérselo si no quería que se él se lo llevara, y regresa a su reino.
El Rey Dragón va entonces al palacio celestial y le pide al Emperador del Cielo que le devuelvan su bastón y que castiguen al mono. El General Li sugiere enviar un ejército, pero el Dios de la Estrella del Norte propone que le den a Wukong un cargo menor en cielo, para vigilarlo más de cerca. El emperador del cielo acepta el plan.
El dios de la estrella del norte viaja a la montana de las frutas y de las flores y le dice a Wukong que ha sido nombrado con un título y un cargo en el cielo. El mono viaja al cielo y lo nombran como "Jefe de los Establos y Imperiales", y engañan al mono para que crea que esta recibiendo un puesto importante. Wukong llega a los establos y se molesta por los maltratos que le dan a los caballos. El mono libera a los caballos dejándolos correr libres. Wukong es elogiado por la buena salud y el buen temperamento que tienen los caballos. Poco después el General de la Caballería del Cielo llega a inspeccionar los establos y se enfada con Wukong porque los caballos están sueltos. El mono se da cuenta de que ha sido engañado, y después de derrotar al general de la caballería, regresa a la montana de las frutas y de las flores.
La corte imperial  escucha que  Wukong se ha nombrado a sí mismo como El Gran Sabio Igual al Cielo. El emperador, furioso, le ordena al General Li que capture a Wukong. El general envía a dos de sus mejores soldados, incluido el dios Nezha, para desafiar al Rey Mono, pero son derrotados fácilmente. El general Li amenaza con regresar, pero Wukong le grita desafiante que él y sus monos estarán esperando.

## Influencia
El nombre de la película (大闹天宫) se convirtió en una expresión coloquial en el idioma chino para describir a alguien haciendo un lío. Se convirtió en una de las películas más influyentes de toda Asia, animadas o no. Incontables adaptaciones de dibujos animados que le siguieron han reutilizado la misma historia clásica, Viaje al Oeste, pero muchos consideran esta iteración de 1964 la más original.

## Lanzamiento en DVD
Como parte del 40 aniversario de la segunda parte del lanzamiento, la película fue relanzada en una edición de dos discos especiales DVD en el 2004. Esta edición es la versión original remasterizada de la película china, y contiene subtítulos chinos en caracteres tradicionales y simplificados. Una versión subtitulada en inglés de la película no ha sido lanzada, pero los fanes hicieron subtítulos en inglés que pueden ser descargados. Después de mucha demanda, la versión original de 106 minutos fue lanzada en un conjunto de dos discos en VCD. Contiene varias escenas omitidas y escenas extendidas que no fueron incluidas en la versión del 40 aniversario por razones desconocidas.

## Premios
- Ganó el premio de cine en el Festival de cine de Londres en 1978.
- Ganó un premio en el Festival Internacional de Cine de Karlovy Vary en República Checa.
- Ganó el premio al mejor arte y literatura infantil en el festival "Hundred Flowers."